# Litothericles marginatus
Litothericles marginatus är en insektsart som beskrevs av Marius Descamps 1977. Litothericles marginatus ingår i släktet Litothericles och familjen Thericleidae. Inga underarter finns listade i Catalogue of Life.